# Хокин, Бен
Бенджамин Томас Хокин Брускетти (исп. Benjamin Thomas Hockin Brusquetti; род. 27 сентября 1986 года) — парагвайский пловец, выступавший ранее за Великобританию, участник Олимпийских игр 2008 и 2012 годов.
На Церемонии открытия летних Олимпийских игр 2012 был знаменосцем команды Парагвая.

## Карьера
На Олимпиаде в Пекине он представлял Великобританию. Принял участие в эстафете среди мужчин на 4x100 метров. Команда заняла 8 место.
На Олимпиаде в Лондоне он представлял уже команду Парагвая. Бен выступил в соревнованиях вольным стилем среди мужчин на 100 и 200 метров, а также баттерфляем на 100 метров.
В соревнованиях вольным стилем на 100 метром он в предварительном этапе занял 32 место и не прошёл в следующий.
В соревнованиях вольным стилем на 200 метром Хокин в предварительном этапе занял 26 место и также не прошёл в следующий раунд.
В соревнованиях баттерфляем на 100 метром Бен в предварительном этапе занял 35 место и опять не прошёл в полуфинал.